# Panagyurichté (obchtina)
La commune de Panagyurichté (en bulgare Община Панагюрище - Obchtina Panagurichté) est située dans le centre-ouest de la Bulgarie.

## Géographie

### Géographie physique
La commune de Panagyurichté est située dans la partie centrale du massif de la Sredna Gora, principalement dans la cuvette de Panagyurichté, le long du cours de la rivière Louda Yana. Le relief est constitué de collines élevées et de basses montagnes arrondies ; de ce fait, l'altitude moyenne est de 683 mètres.

### Géographie humaine
La commune de Panagyurichté est située dans le centre-ouest de la Bulgarie, à 70 km à l'est de la capitale Sofia. Son chef-lieu est la ville de Panagyurichté et elle fait partie de la région de Pazardjik.
| 1934   | 1946   | 1956   | 1965   | 1975   | 1985   | 1992   | 2001   | 2005   |
| ------ | ------ | ------ | ------ | ------ | ------ | ------ | ------ | ------ |
| 24 781 | 27 350 | 28 503 | 31 791 | 33 146 | 33 499 | 32 599 | 29 818 | 27 450 |

| 2010   | - | - | - | - | - | - | - | - |
| ------ | - | - | - | - | - | - | - | - |
| 25 716 | - | - | - | - | - | - | - | - |

,,

## Administration

### Structure administrative
La commune compte 1 ville et 9 villages :
| - ville de Panagyurichté - village de Banya - village de Bata - village de Elchitsa - village de Levski | - village de Oborichté - village de Panagyurski kolonii - village de Poïbréné - village de Popintsi - village de Srébrinovo |

## Économie
La position centrale de la commune, entre les deux plus grandes villes du pays (90 km de Sofia et 75 km de Plovdiv) donnent à la commune une position centrale mais son éloignement des axes routière qui relient ces deux villes ne lui permet pas d'en profiter réellement. Elle est traversée par la route nationale 37 - qui relie Dospat (dans le sud) à Yablanitsa (sur le versant nord du Grand Balkan) - mais qui est d'une importance secondaire.
46,7 % du territoire est couvert de forêts (principalement de hêtres. Les terres agricoles occupent 40,4 % de la superficie de la commune. L'exploitation forestière et l'agriculture occupent donc une place importante dans l'activité économique bien que la part de ces secteurs dans la richesse produite et dans la fourniture d'emploi soient peu importante.
En outre, l'existence de plusieurs sources thermales permet leur utilisation soit dans des buts médicaux (sanatoriums, centres thermaux), soit pour une perspective économique (eau en bouteilles).

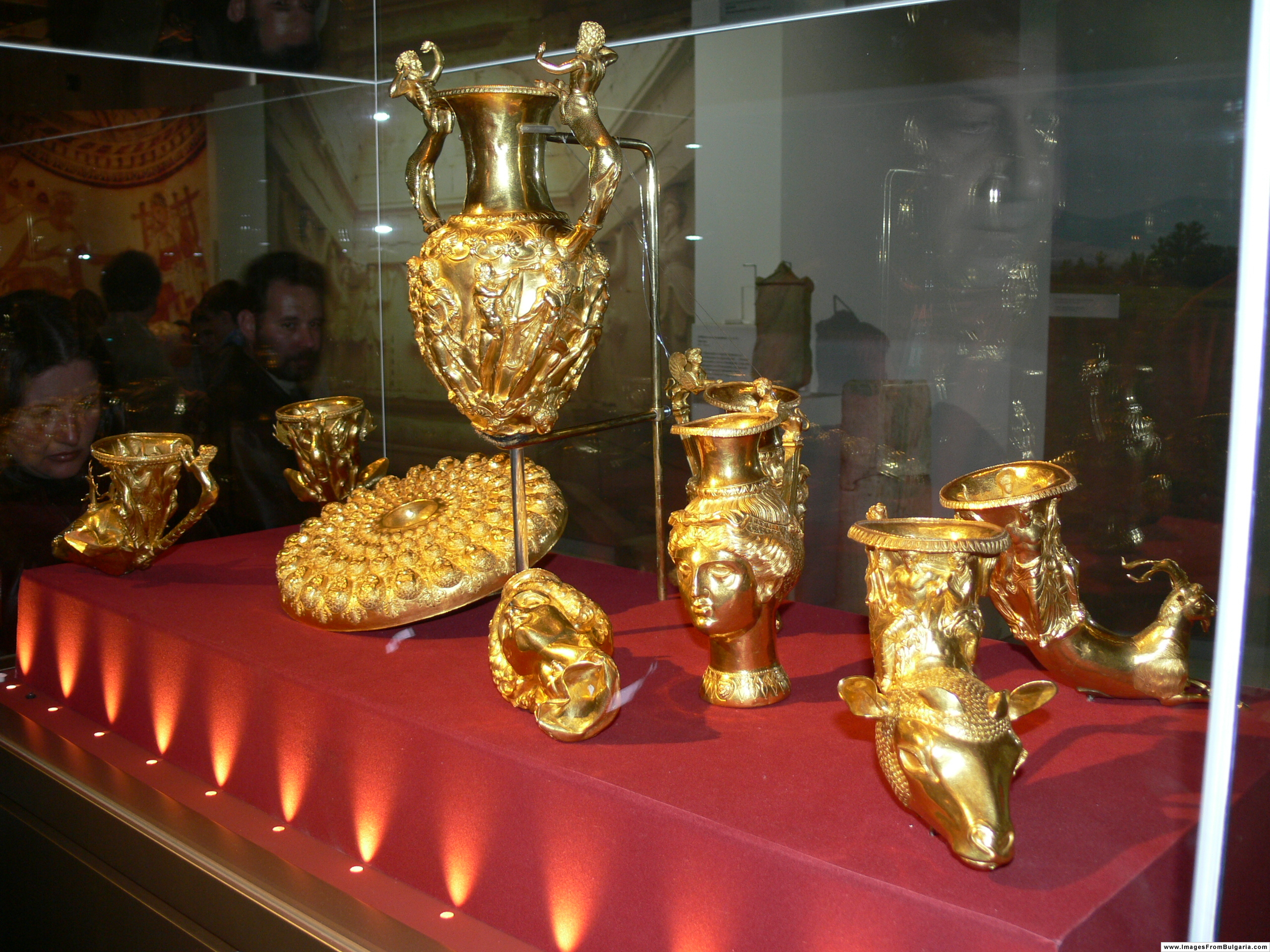
Le trésor thrace de Panagyurichté

## Culture

### Patrimoine historique
La commune de Panagyurichté dispose d'un patrimoine historique relativement riche.

## Galerie

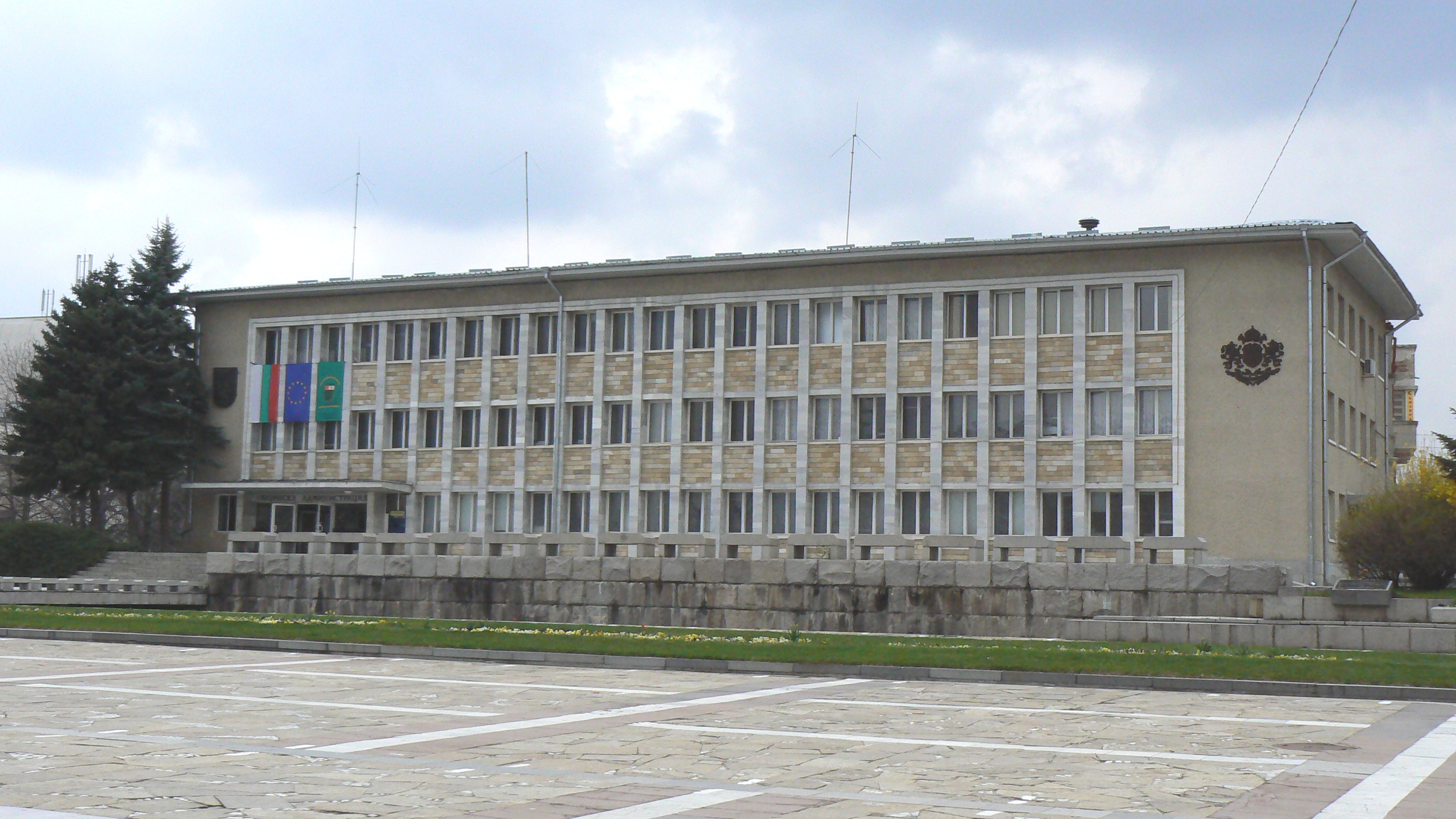
La mairie de Panagyurichté
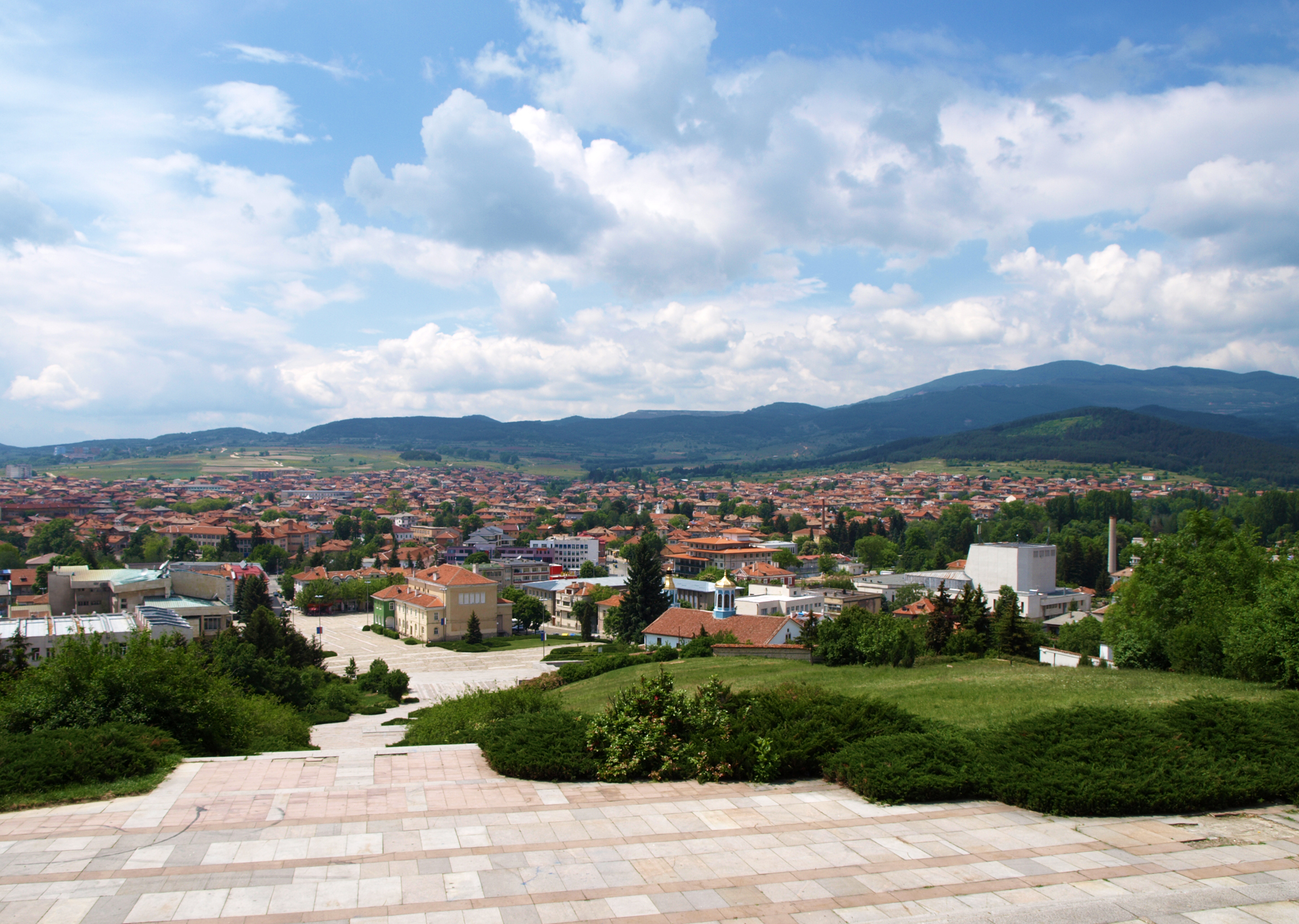
Vue panoramique de Panagyurichté
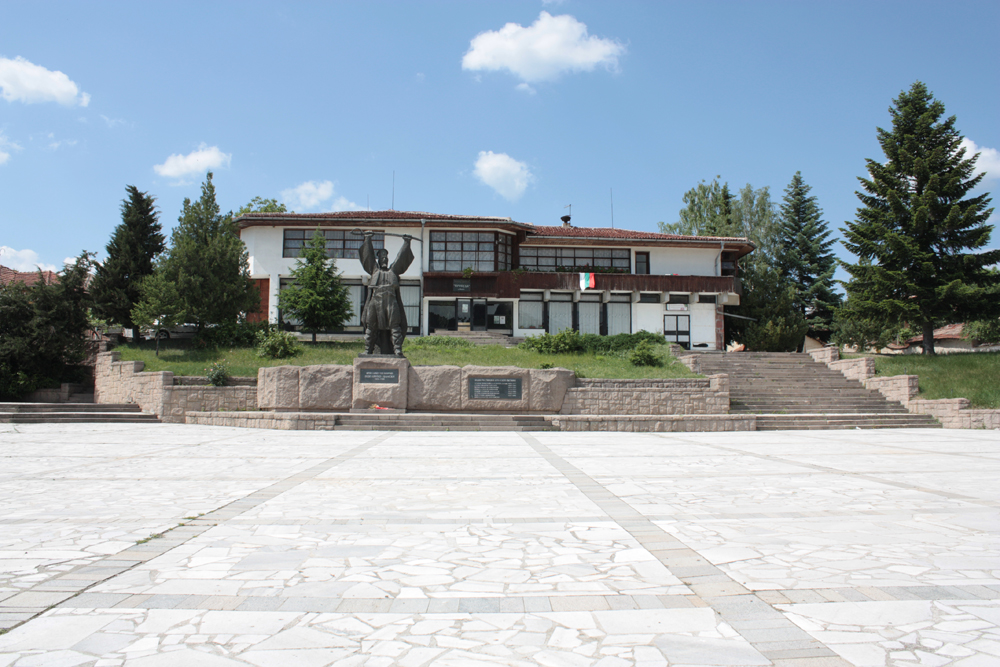
Le centre-ville de Banya
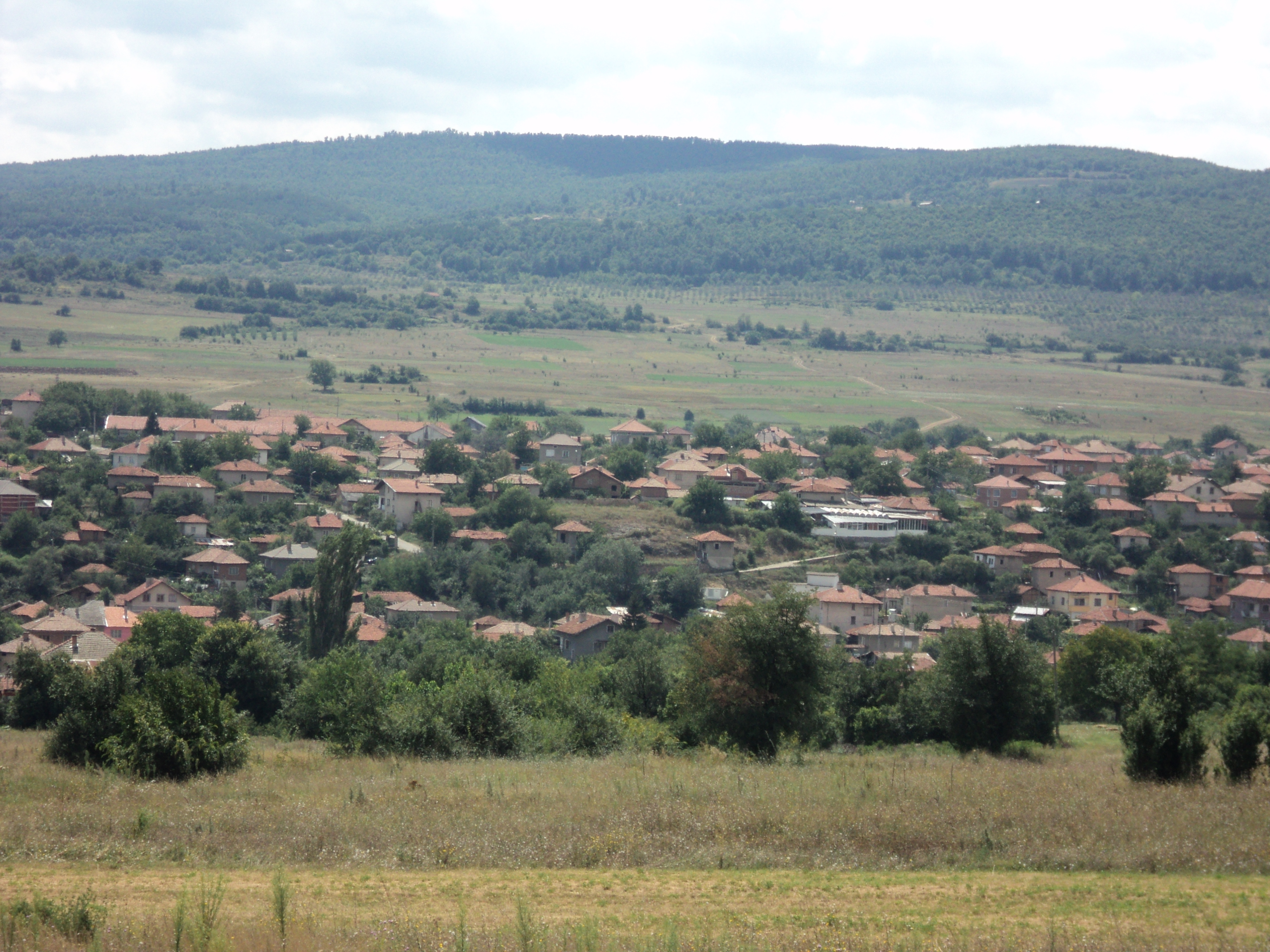
Le village de Bata
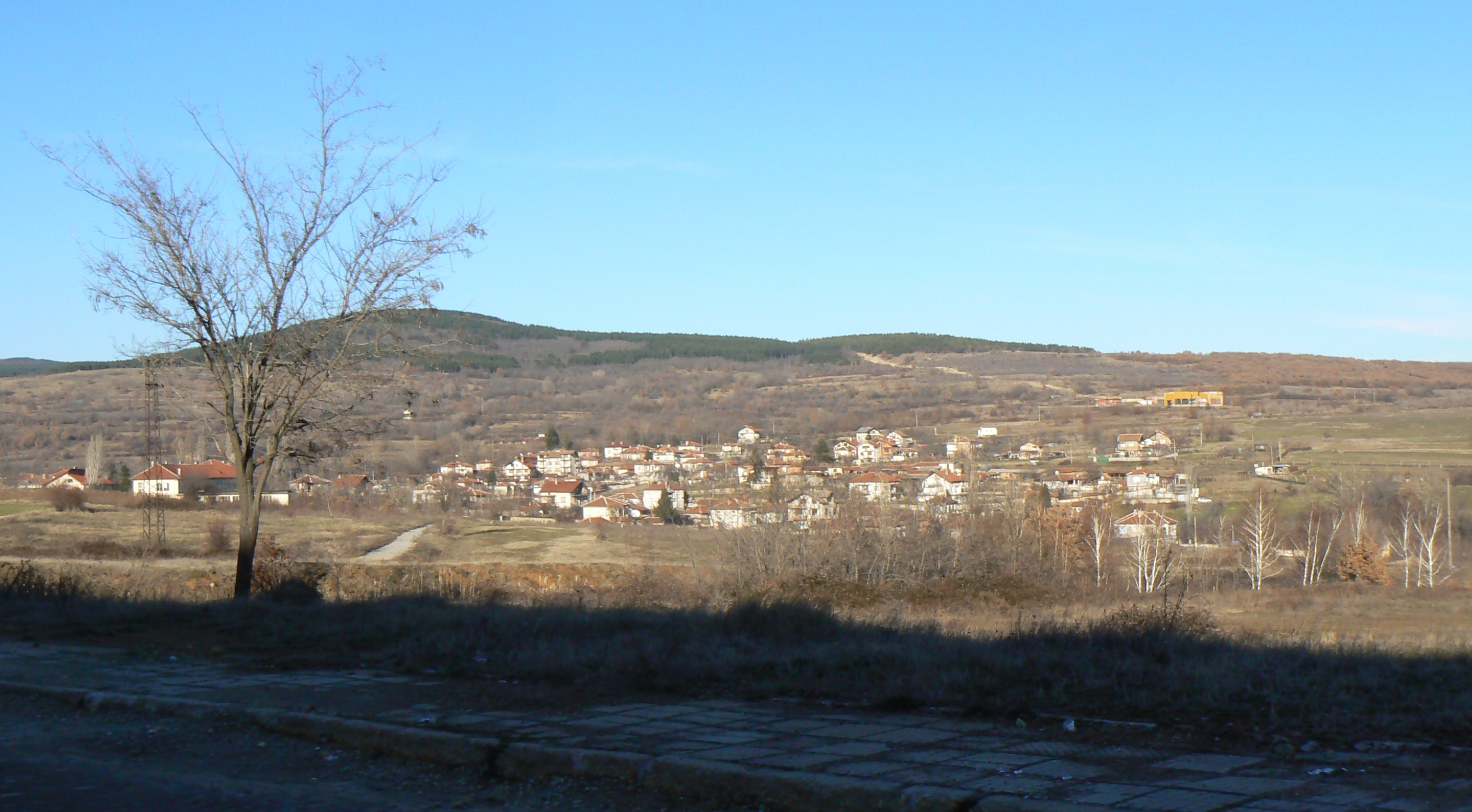
Le village d'Elchitsa
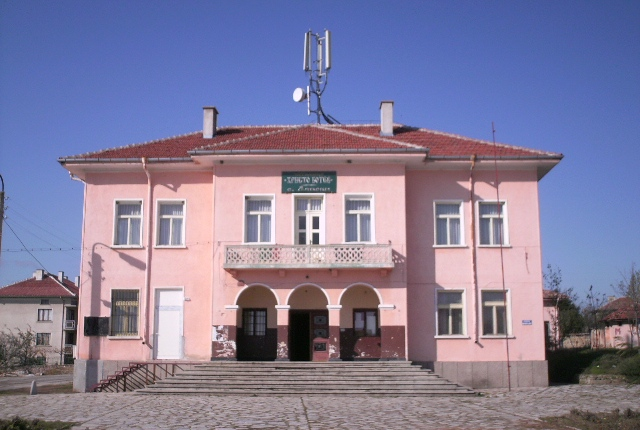
Le tchitalichté Hristo Botev à Levski
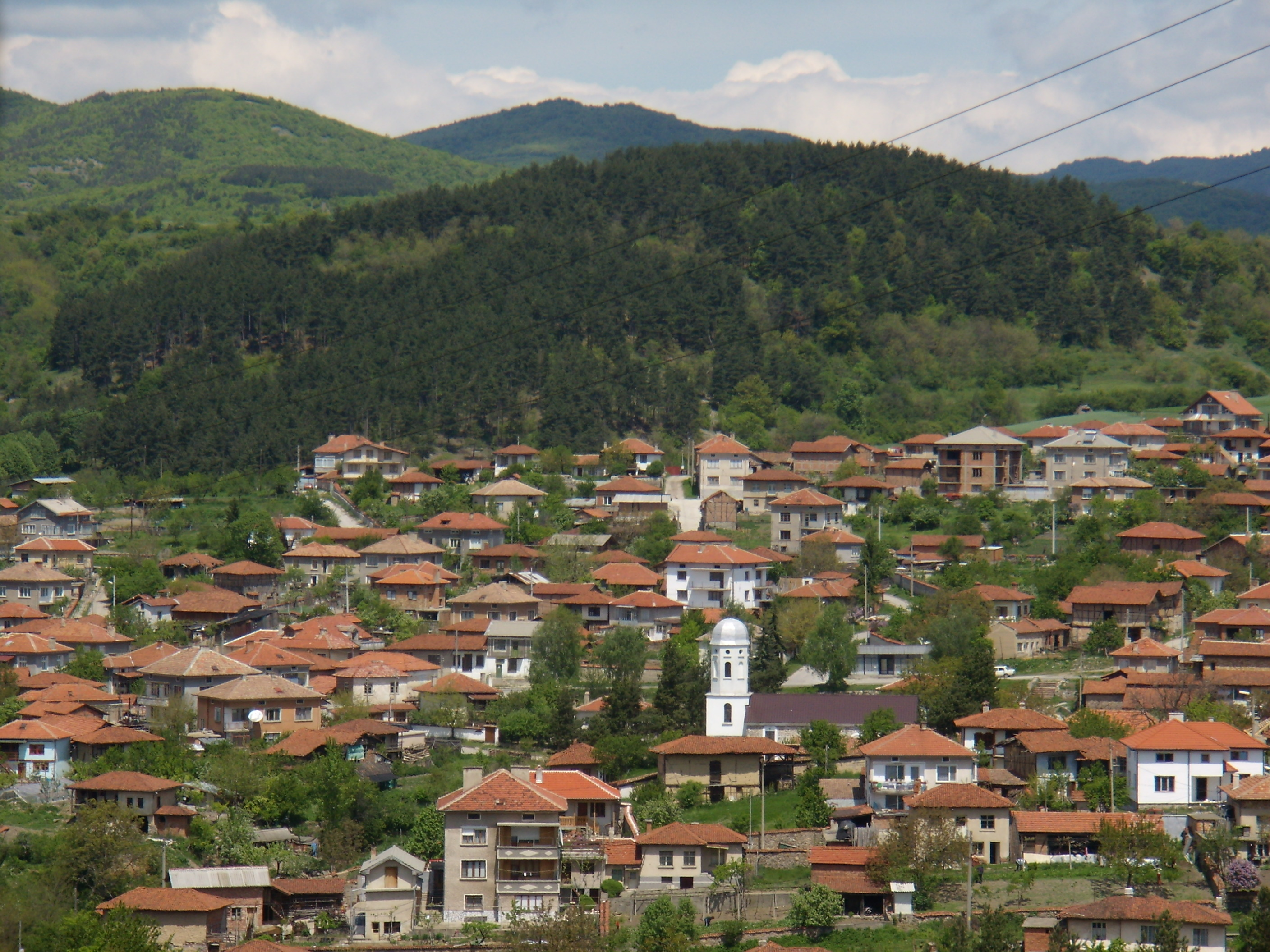
Le village d'Oborichté
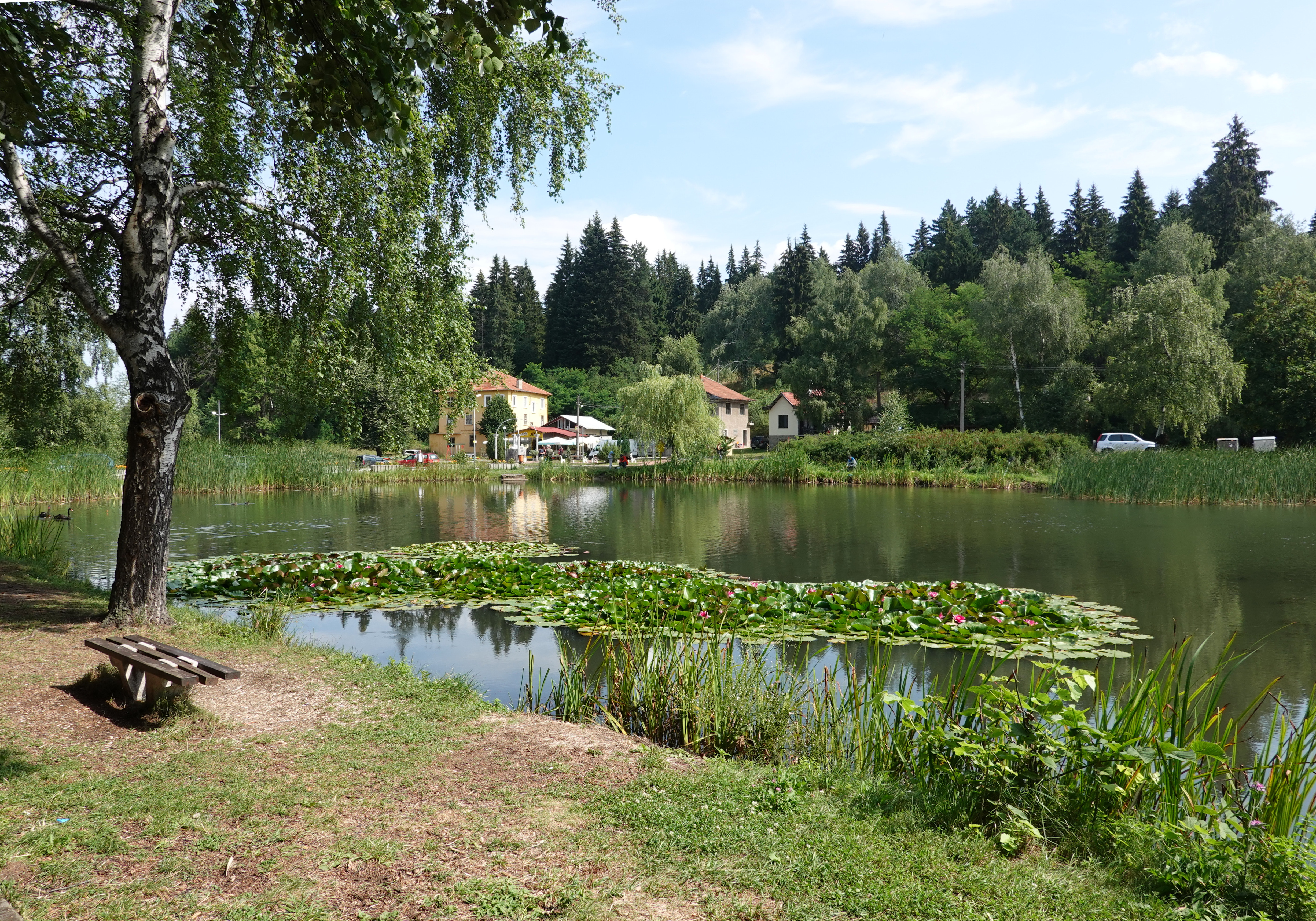
Lac près de Panagyurski kolonii
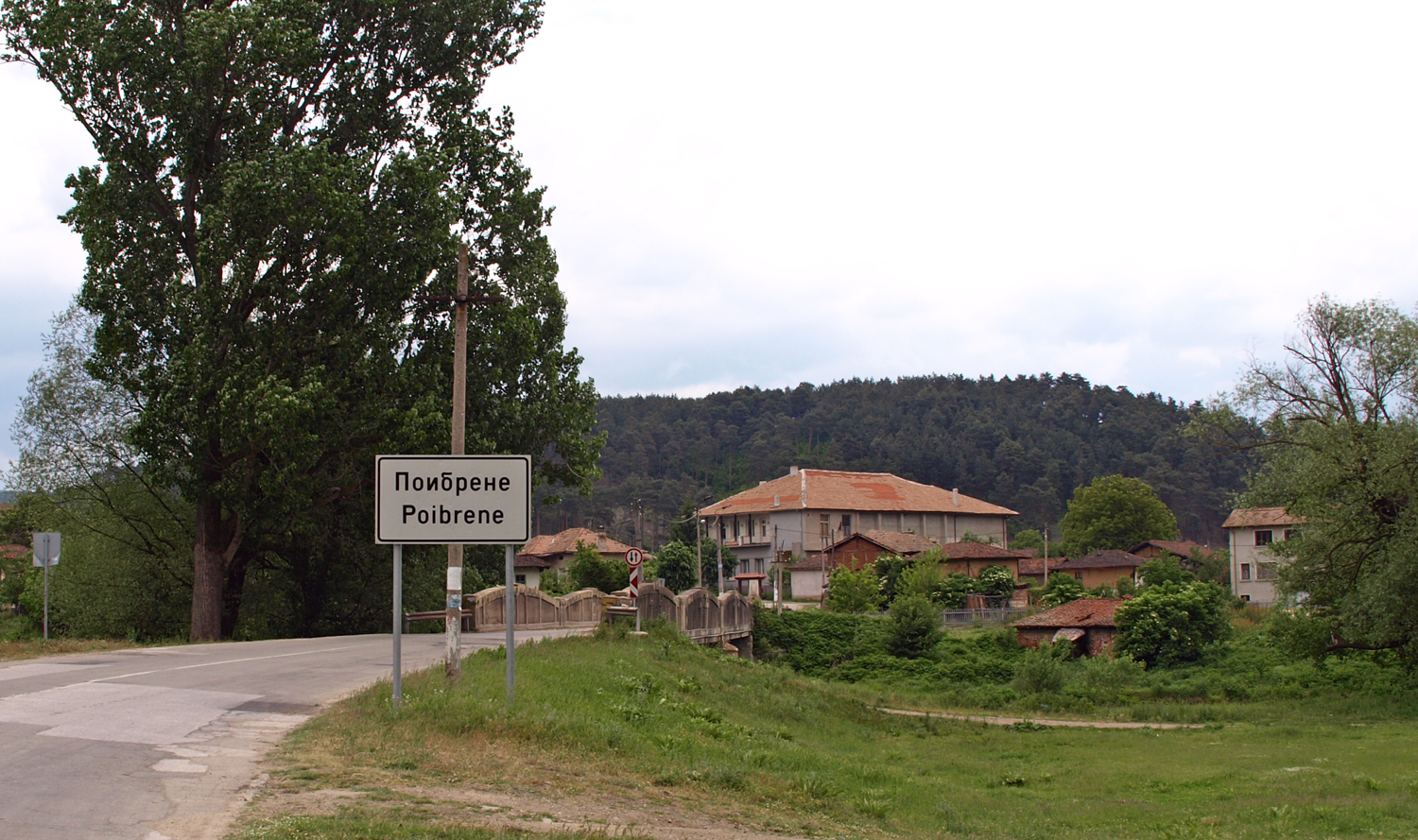
L'entrée du village de Poïbréné
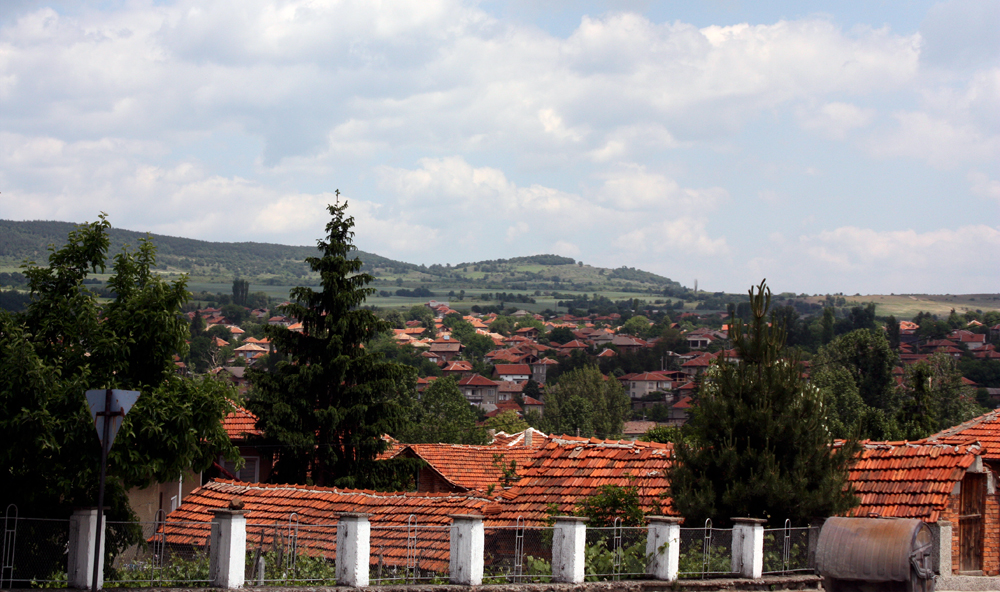
Village de Popintsi